# Dukovany

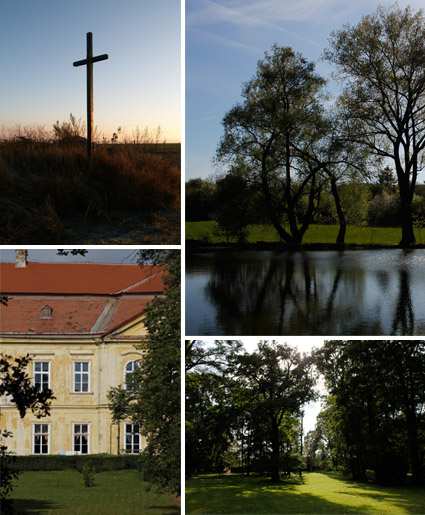
Dukovany.

Dukovany es una población de la región de Vysočina, en la República Checa. Está situada cerca de 49°4′46″N 16°11′22″E / 49.07944, 16.18944. En las afueras de la población está situada una de las dos centrales nucleares checas.

## Demografía

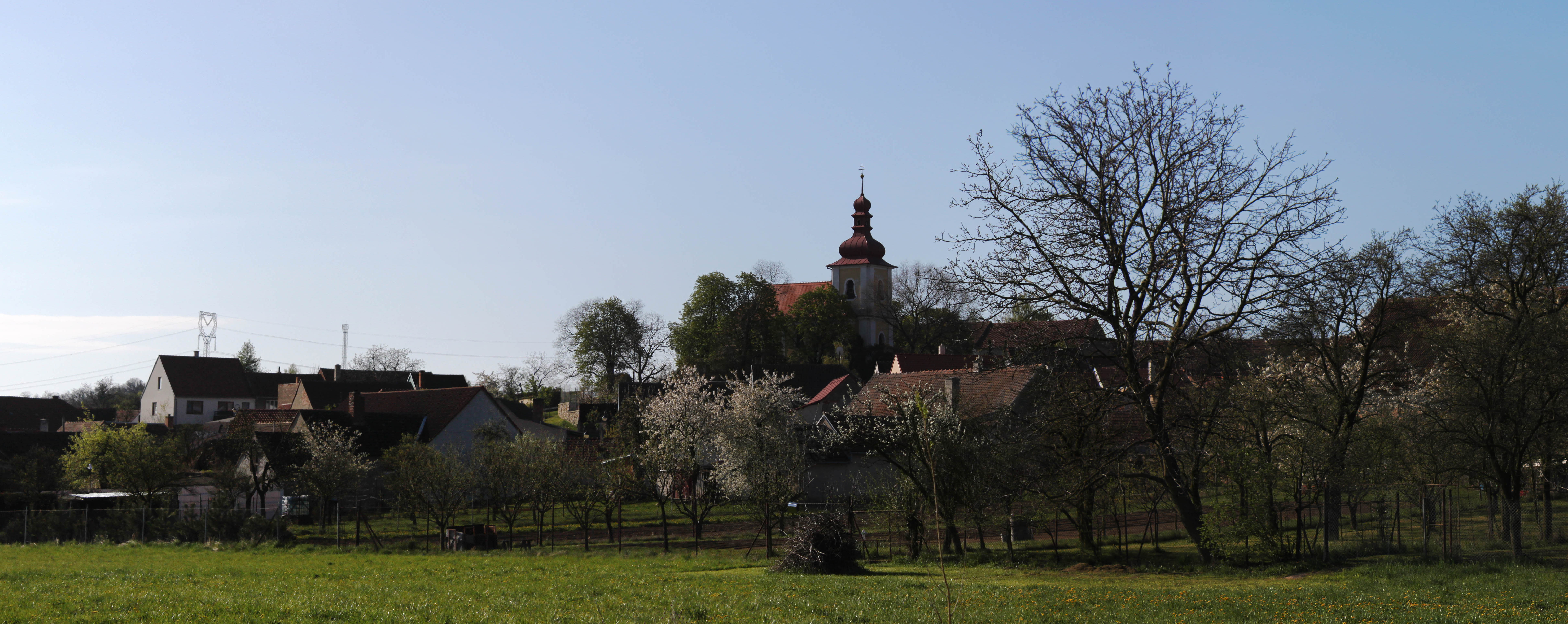

| 1869 | 1880 | 1900 | 1910 | 1930 | 1950 | 1961 | 1970 | 1980 | 1991 | 2001 | 2010 |
| ---- | ---- | ---- | ---- | ---- | ---- | ---- | ---- | ---- | ---- | ---- | ---- |
| 1014 | 1042 | 1164 | 1179 | 1206 | 1037 | 1095 | 979  | 669  | 650  | 736  | 805  |

- Datos: Q1264678
- Multimedia: Dukovany / Q1264678